# LGA2011
LGA2011（別名：Socket R）は、ランド・グリッド・アレイ (Land grid array) を採用したインテル製CPUソケットで、LGA1366とLGA1567の後継にあたる規格の1つである。別名の"R"はPatsburg（製品名X79）チップセットベースのプラットフォームに与えられた開発コードネーム、"Romley"に由来する。

## 概要
Sandy Bridge の i7 ハイエンドデスクトッププロセッサー用CPUソケットとして2011年第4四半期に発表され、さらにサーバ用CPUの Xeon E5 ファミリーや後継CPUである Ivy Bridge のファミリーにも引き継がれた。
その後リリースされた Xeon E7 ファミリーでは新たに互換性のない LGA2011-1 が採用され、引き続き E5 用に採用されたソケットは LGA2011-0 と表記されるようになった。
なお Intel 公式文書では上記二種類に加え、互換性のない両者を区別せず包括する FCLGA2011 という表記も使用されているため注意が必要である。
LGA2011-v3 は Haswellと Broadwell に対応しており、ハイエンドデスクトップ用及びサーバ用CPUのソケットである。LGA2011-0 や LGA2011-1 との互換性はない。Intel 公式文書では FCLGA2011-3 という表記も使用されている。

## 採用製品
メモリコントローラとPCI ExpressコントローラをCPUに内蔵し、CPU間の通信にQPI、チップセット(PCH)との通信にDMI2.0を利用する。

### LGA2011 (Socket R)
CPU
- Intel
  - Sandy Bridge-E/EP
  - Ivy Bridge-E/EP

チップセット
- Intel
  - X79 / C600 Series

### LGA2011-1 (Socket R2)
LGA1567の後継にあたる規格である。
CPU
- Intel
  - Ivy Bridge-EX
  - Haswell-EX
  - Broadwell-EX

チップセット
- Intel
  - C600 Series

### LGA2011-v3 (Socket R3)
CPU
- Intel
  - Haswell-E/EP
  - Broadwell-E/EP

チップセット
- Intel
  - X99 / C612